# Died for Your Sins
Died for Your Sins è un album di raccolta del gruppo punk rock statunitense Avengers, pubblicato nel 1999.

## Tracce
1. Teenage Rebel
2. Friends of Mine
3. White Nigger
4. Good the Bad and the Kowalskis
5. I Want In
6. Crazy Homicide
7. The End of the World
8. ('Fools or Hippies' Spoken Intro) (live)
9. The American in Me (live)
10. ('Get Up!' Spoken Intro) (live)
11. Open Your Eyes (live)
12. Car Crash (live)
13. Tiny Pink Noise (live)
14. Fuck You (live)
15. Joker's Wild (live)
16. Something's Wrong (live)
17. ('Wrong Town' Spoken Intro) (live)
18. Desperation (live)
19. I Believe in Me (live)
20. Money (live)
21. We Are the One (live)

## Formazione
- Penelope Houston – voce
- Greg Ingraham – chitarra
- Danny Furious – batteria (tracce 1–4 e 8–21)
- Jimmy Wilsey – basso (1–4, 8–21)
- Joel Reader – basso (5–7)
- Danny Panic – batteria (5–7)